# Gerardo Seoane
Gerardo (“Gerry”) Seoane (Luzern, 30 oktober 1978) is een Zwitsers voormalig voetballer (middenvelder) en huidig coach van de Duitse Bundesliga club Borussia Mönchengladbach.

## Carrière
Seoane startte in de jeugd van FC Luzern en maakte in 1995 zijn pofdebuut voor de club hij speelde er tot in 1997 wanneer hij voor één seizoen naar FC Sion vertrekt. Hij speelde van 1998 tot 2002 voor het Spaanse Deportivo La Coruña maar kon geen plek in het eerste team veroveren daarom speelde hij meestal voor de reserve ploeg Fabril Deportivo. Hij werd in het seizoen 1999/00 uitgeleend aan AC Bellinzona.
Hij keerde in 2002 definitief terug naar Zwitserland en ging spelen voor FC Aarau, hij speelde er twee seizoenen tot in 2004. In 2004 tekende hij bij Grasshopper tot in 2007 wanneer hij terug keerde naar FC Luzern.
Hij speelde twee interlands voor de U21 van Zwitserland.
Na zijn spelersloopbaan ging hij bij FC Luzern aan de slag als jeugdcoach. Na het vertrek van de Pool Ryszard Komornicki werd hij aangesteld als interim-coach in 2013. Datzelfde gebeurde in 2014 en 2018 na het vertrek van Carlos Bernegger en de Duitser Markus Babbel. In 2018 na zes maanden de hoofdcoach te zijn geweest van FC Luzern ging hij aan de slag bij BSC Young Boys waar hij tot 2021 hoofdtrainer was na het ontslag van de Oostenrijker Adi Hütter. Hij tekende aan het eind van het seizoen 2020/21 bij het Duitse Bayer Leverkusen. In 2023 werd hij trainer van de Duitse Bundesliga club Borussia Mönchengladbach.

## Erelijst

### Als speler
Deportivo La Coruña
- Copa del Rey

2002
- Supercopa de España

2000

### Als trainer
BSC Young Boys
- Landskampioen

2018/19, 2019/20, 2020/21
- Schweizer Cup

2019/20
1 Hrádecký  ·
3 Hincapié ·
4 Tah ·
5 Hermoso ·
7 Hofmann ·
8 Andrich ·
10 Wirtz ·
11 Terrier ·
12 Tapsoba ·
13 Arthur ·
14 Schick ·
16 Buendía ·
17 Kovář ·
18 Sarco ·
19 Tella ·
20 Grimaldo ·
21 Adli ·
22 Boniface ·
23 Mukiele ·
24 García ·
25 Palacios ·
30 Frimpong ·
34 Xhaka ·
36 Lomb ·
44 Belocian ·
Coach: Alonso